# Gouvernement Onkelinx I
Pour les articles homonymes, voir Gouvernement Onkelinx.

L’Exécutif Onkelinx est un exécutif de la Communauté française de Belgique bipartite composé de socialistes et de sociaux-chrétiens.
Gouvernement de la Communauté française
 Anselme  Onkelinx II
Cet exécutif fonctionne du 11 mai 1993 au 22 juin 1995 et remplace l'Exécutif Anselme. 
L'Exécutif deviendra Gouvernement Onkelinx I  le 1er juin 1993. La Présidente de l’Exécutif devient Ministre-Présidente.
Après les élections de 1995, il sera remplacé par le Gouvernement Onkelinx II.

## Composition
| Fonction | Titulaire | Titulaire                                                    | Parti |
| --- | --------- | ------------------------------------------------------------ | ----- |
| Ministre-présidente de l’Exécutif, chargée des Affaires sociales, de la Santé et du Tourisme à partir du 1.01.1994: chargée de la Fonction publique, de l’Enfance et de la Promotion de la Santé |           | Laurette Onkelinx                                            | PS    |
| Ministre de l’Enseignement supérieur, de la Recherche scientifique et des Relations internationales le 1.01.1994,s'y ajoute: l'Aide à la Jeunesse                                                |           | Michel Lebrun                                                | PSC   |
| Ministre de l’Éducation, de l’Audiovisuel et de la Fonction publique le 1.01.1994, est retirée la compétence :Fonction Publique                                                                  |           | Elio Di Rupo est remplacé le 26.01.1994 par: Philippe Mahoux | PS    |
| Ministre du Budget, de la Culture et du Sport |           | Éric Tomas                                                   | PS    |